# Frédéric II de Brandebourg
Frédéric II, dit « aux Dents de Fer » (en allemand : Eisenzahn), né le 19 novembre 1413 à Tangermünde et mort le 10 février 1471 à Neustadt, est un prince de la maison de Hohenzollern, fils de l'électeur Frédéric Ier de Brandebourg et d'Élisabeth de Bavière-Landshut. Devenu margrave régnant en 1437, il est électeur de Brandebourg de 1440 jusqu'à sa mort. En 1470 déjà, il remet la régence à son frère cadet Albert III Achille.

## Biographie
Né au château de Tangermünde, la résidence des Hohenzollern dans l'Altmark, Frédéric II est le second fils de Frédéric Ier (1371-1440), à ce temps prince d'Ansbach en Franconie, et de son épouse Élisabeth (1383-1442), fille du duc Frédéric de Bavière. 
En 1421, à l'âge de huit ans, il est fiancé à Edwige Jagellon, la seule fille du roi Ladislas II de Pologne. Son père, nommé électeur de Brandebourg en 1415, voulait s'allier avec la Pologne pour lutter contre les ducs de Poméranie ; néanmoins, le mariage prend un retard considérable et la princesse meurt avant la cérémonie. Elle aurait été, selon certaines rumeurs, empoisonnée par sa marâtre, la princesse Sophie de Holszany. Quand la nouvelle de son décès est apprise, le jeune prince entre dans une profonde dépression.
Après le retrait de son frère aîné Jean IV en 1437, Frédéric II dirige la marche de Brandebourg. À la mort de son père, le 20 septembre 1440, il reprend également le titre de prince-électeur. Quelques jours plus tard, il fonde l'ordre du Cygne à la ville de Brandebourg, en s'appuyant sur la légende du chevalier au cygne.
Dans le but d'améliorer les relations politiques avec l'électorat de Saxe, il se marie le 11 juin 1446 avec Catherine (1421-1476), une fille de l'électeur Frédéric Ier de Saxe, issue de la maison de Wettin. Les conjoints, toutefois, n'étaient pas heureux dans leur mariage.

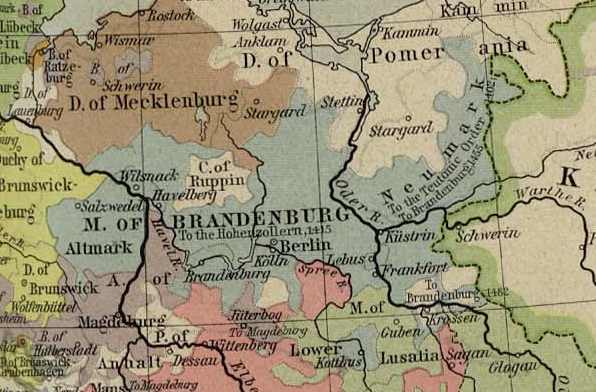
La marche de Brandebourg à la fin du Moyen Âge.

Afin de se consacrer entièrement à son électorat, Frédéric II décline l'offre de la couronne du royaume de Pologne, ainsi que la couronne de Bohême. En 1451, il transfère sa résidence au château de Berlin, après des années de dispute avec les citoyens de Berlin-Cölln. Pendant son règne, il est déterminé à limiter les droits des nobles et des villes. 
En 1454, il rachète aux chevaliers de l'Ordre Teutonique la région de la Nouvelle-Marche (Neumark) située à l'est de l'Oder pour 40 000 florins. Il acquiert également les seigneuries de Cottbus et de Peitz dans la Basse-Lusace.
En 1465, il établit l'église collégiale de Berlin pour le culte catholique romain. En 1447, la curie romaine sous le pape Nicolas V accepte la suprématie du prince-électeur sur les évêchés de Brandebourg et de Havelberg, y compris le droit de nommer des évêques. 
Las des querelles futiles avec la Poméranie, après de longues années de la guerre de Succession de Stettin contre les ducs Éric II et Warcisław X, Frédéric II abdique en faveur de son frère cadet Albert III Achille, margrave d'Ansbach et de Kulmbach, en 1470. À l'invitation de son frère, il se retire dans la ville de Neustadt en Franconie où il meurt l'année suivante. Il est inhumé à l'abbaye de Heilsbronn.

## Famille

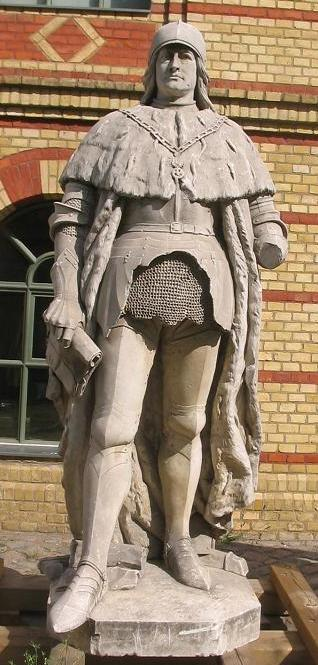
Monument de Frédéric II de l'allée de la Victoire (aujourd'hui à la citadelle de Spandau) à Berlin, sculpté par Alexander Calandrelli en 1898.

### Généalogie
Frédéric II de Brandebourg appartient à la première branche de la maison de Hohenzollern, cette lignée donna des électeurs, des rois, des empereurs à la marche de Brandebourg, au royaume de Prusse, et à l'Empire allemand.

### Mariage et descendance
Le 11 juin 1441 à Wittemberg, Frédéric II de Brandebourg épouse Catherine (1421-1476), fille de l'électeur Frédéric Ier de Saxe. Quatre enfants sont nés de cette union :
- Dorothée (1446-1519), en 1464, elle épouse le duc Jean V de Saxe-Lauenbourg († 1507) ;
- Marguerite (1450-1489), en 1477, elle épouse le duc Bogusław X de Poméranie († 1523) ;
- Jean (1452-1464) ;
- Erasme de Brandebourg (1454-1465), sans doute né hors mariage.